# Macrolinus medogensis
Macrolinus medogensis es una especie de coleóptero de la familia Passalidae.

## Distribución geográfica
Habita en Tíbet (China).